# ラミア航空2933便墜落事故
ラミア航空2933便墜落事故（ラミアこうくう2933びんついらくじこ）は、2016年11月28日、ボリビアのサンタ・クルス・デ・ラ・シエラからコロンビアのメデジンへ向かっていた航空機が、コロンビアのアンティオキア県で墜落した航空機事故である。
この事故では、ブラジル・セリエB所属のサッカークラブ、アソシアソン・シャペコエンセ・ジ・フチボウ（以下「シャペコエンセ」）の首脳陣・メンバーら一行が多数搭乗・犠牲となっており、サッカー関係の航空事故においては1993年にサッカーザンビア代表ら30名が死亡したガボン航空惨事以来の惨事となった。

## 概要
2016年11月28日（現地時間）、乗員4名、乗客73名を乗せてボリビアのサンタ・クルス・デ・ラ・シエラにあるビルビル国際空港からコロンビアのメデジンに程近いリオネグロのホセ・マリア・コルドバ国際空港へ向かっていたラミア航空2933便のアブロ RJ85（機体番号:CP-2933 1999年製造）が、午後10時15分頃にホセ・マリア・コルドバ国際空港の南約17kmの地点であるメデジン郊外のアンティオキア県ラ・ウニオンの山中で墜落した。
当初は、この事故により75人が死亡したと地元警察や報道機関により伝えられたが、のちに搭乗者名簿のうち4人が実際には搭乗していなかったことが判明し、死者71人・生存者6人に修正された。この飛行機は、シャペコエンセがコパ・スダメリカーナ2016決勝1stレグへ向かう為にチャーターした便で、ブラジルから別の便でボリビアに到着した同クラブのメンバー・首脳陣ら50人と取材記者らが搭乗しており、この中にはJリーグのクラブで指揮を執っていた監督やプレーしていた選手もいたが（後述）、多くのメンバーが犠牲となった。

## 事故機
事故機であるアブロRJ85 ラインナンバー348は1999年に製造され、米メサバ航空に納入された後、2011年にエールフランスの代行運行のためアイルランドのシティジェットへ売却され、さらに2013年にベネズエラのラミア航空に売却され、2015年にこのベネズエラ籍のラミア航空の経営破たんにより、現在のボリビア籍のラミア航空へ移籍している。搭載エンジンはライカミングFY 507-1Fであった。ラミア航空では3機のアブロRJ85 を保有していたが、事故当時、他の2機は修理予定であり、事故機であるCP-2933機はラミアが保有する唯一の飛行可能なアブロRJ85 であった。

## 事故の経過

Flightradar24の記録から作成された、LMI2933便の墜落前15分間の飛行経路

事故を起こしたLMI2933便はボリビアのサンタ・クルス・デ・ラ・シエラのビルビル国際空港から離陸してコロンビアのメデジンのホセ・マリア・コルドバ国際空港へ向かっていた。ビルビル国際空港とホセ・マリア・コルドバ国際空港の間の距離は、事故機であるアブロRJ85の公称の航続距離の2965kmを超え、2972kmであった。機長のミゲル・アレハンドロ・キロガ・ムラカミ（村上）は36歳で、ボリビア空軍の軍事航空大学を卒業した。
LMI2933便はコロンビア時間で11月28日21:40過ぎ（UTC 11月29日2:40）にメデジンの南80キロメートル (43 nmi)に到達したが、他の飛行機が燃料漏れで緊急着陸するために空中待機を指示され、ラ・ウニオンの南、高度約21,000フィート (6,400 m)で直径3km程度の円を描いて飛行していた。パイロットが燃料の問題を管制官に報告したことで着陸を許可されてLMI2933便は着陸態勢に入ったが、電気と燃料の異常事態を宣言した後、現地時間21:55(UTC 2:55)過ぎに消息を絶ち、空港まで約21キロメートル (11 nmi)のラ・ウニオンの標高約3300メートルの山中にて墜落した機体が発見された。

## 事故調査

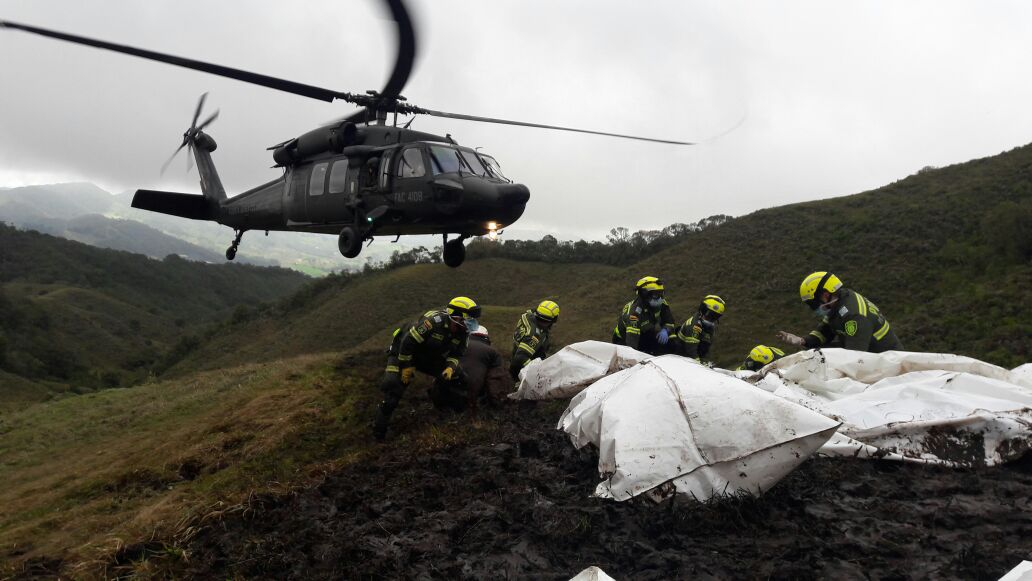
機体の回収作業

コロンビアの民間航空局 Unidad Administrativa Especial de Aeronáutica Civil (UAEAC) の事故調査部が事故調査を担当しており、事故機の製造会社BAEシステムズとイギリスの航空事故調査局 (AAIB) に事故調査の支援を依頼した。AAIBは事故調査官3人からなる調査団を派遣した。AAIBの調査団はボリビアの民間航空総局が組織した調査団に参加した。
コロンビア空軍は残骸から71体の遺体を回収し空軍基地に移送した。その後、遺体は身元確認のためメデジンの法医学研究所に移送された。
11月29日午後、UAEACはブラックボックスを回収したと発表した。
2933便の誘導を担当していた航空管制官は、「（2933便は）緊急事態宣言の直後に墜落した」、「2933便は指示に従わずに空港へ向かってきたため、危うく他機と衝突するところだった」と証言している。

## 事故要因
管制官との会話記録から、2933便のパイロットは墜落の直前まで緊急事態宣言を出さなかったことが判明している。現地報道では燃料不足とコミュニケーションミスが原因という見方が強まっていた。
当該機RJ85の最長飛行距離は、サンタ・クルス・デ・ラ・シエラからメデジンまでの距離とほぼ同じであり、燃料に余裕はなかった。このため、本来はボリビア・コビハのカピタン・アニバル・アラブ空港か、目的地手前にあるボゴタのエルドラド国際空港で給油を行う予定であったが、サンタ・クルス出発時にフライト・クルーが選手から一度チェック・インした荷物内にあるビデオゲームを取り出したいと頼まれたため出発が遅れた。このためコビハの到着時刻が遅くなってしまったので給油が行えず、ボゴタはパイロットの判断で寄港しなかった。
アビアンカ航空の現役パイロットは、パイロットが緊急事態宣言と絶対的な優先権を与える要求をしなかったことを指摘している。その要因としては、パイロットの履歴に「緊急事態宣言をした」と書かれてしまうことと、充分な燃料を搭載せずに飛行したのが発覚した場合には、パイロットと会社に高額な罰金が科されるからではないかという指摘がある。
コロンビア民間航空特別行政団体（Aerocivil）は事故について予備的な報告書を発表した。事故機が重量オーバー（41800kgが許容重量にもかかわらず、事故機の搭載重量は42178kg）であったことと、ブラックボックスの解析で機長と副操縦士が燃料不足を認識しながら飛行していたことを明らかにし、事故は明確に複数の人的エラーが重なったものであると報告している。
また、フライトデータレコーダーは墜落直前まで動いていたが、コックピットボイスレコーダーについては、墜落の一時間半前に突然途切れていた。これについて事故調査委員会は、何らかの機械的な問題でCVRが止まったか、もしくはパイロットの誰かが意図的にCVRのブレーカーを落とした可能性を提起したが、結局、CVRが止まった原因は不明のままである。
航空管制官は2933便墜落事故のことでマスコミなどからバッシングを受けたものの、事故調査委員会は、航空管制官には責任は全くなく、2933便からの緊急事態宣言が遅すぎたために適切な対処が行なえなかったことを最終報告書に明記している。
生還者は、墜落直前の機内では席から立ち上がって叫ぶ多くの乗客がいたと証言しており、パニックで不時着時の姿勢が守られなかったことが被害を大きくしたものと考えられる。

## 事故発生時の交信記録
以下は、航空管制官（ATC）とLMI2933の間で交わされた通信記録である。
| 機長： こちらLMI2933、フライト・レベル210を通過。アプローチの優先権を要求します。当機は燃料問題を抱えています。（LMI2933, FL210 inbound, requesting priority to approach. We’re having a fuel problem right now） 管制官： LMI2933、燃料の問題を抱えていて優先権を要求しているということでよろしいですか？（LMI2933, I understand you request priority to land because of fuel problems as well, correct? ） 機長： そうです。（Affirmative） 管制官： OK、ローカライザーへのアプローチを後ほど誘導します。今から7分後です。（Ok, be advised that I’ll give you vectors to the localizer for the approach. It’ll be in seven minutes from now.） 機長： 誘導の…、LMI2933。（… for vectors, LMI2933） 管制官： LMI2933、進行方向を伝えてください。（LMI2933, say heading） 機長： 179 アウトバウンド・レグです。（179 outbound leg） 管制官： 進行方向を維持し、降下開始を待っていてください。（Maintain heading and standby to start and to continue with your descent） 機長： 進行方向を維持、当機は地表を視認しました。（Maintain heading and we’re visual with the ground） 機長： LMI2993はインバウンド・レグに向けての誘導を要求します。（LMI2933 is requesting vectors for inbound leg, ma’am） 管制官： スタンバイ、下でアプローチを行っている他機がいて、滑走路検査が行われています。着陸までどれくらい時間がありますか、LMI？（Stand by, there is a traffic just below on approach and a runway inspection is being carried out. How much time do you have for landing, LMI?） 機長： 当機は燃料の緊急事態を抱えています。当機は最終コース軌道上にいます。（We have a fuel emergency ma’am. We’re established on final course） 機長： 直ちに降下することを要求します、LMI2933。（I’m requesting immediate descent, LMI2933） 管制官： LMI2933、右旋回して降下が可能です。1マイル距離をおいて他機が下方にいます。（LMI2933, you can turn to the right now to start your descent. Be advised of traffic at one mile below you） 機長： 他機を視認、影響なし、ローカライザーに乗ることを要求します。（Traffic in sight, no factor and we request to intercept the localizer. 降着装置が展開される） 管制官： 機長、貴機はフライト・レベル210です。降下が必要です。右旋回して降下を始めるべきです。（Captain, you are at FL210, You need to descend, you should turn right to start descent.） 機長： ネガティブ、私たちは降下を始めたところです。当機はローカライザーに向かっています。（Negative ma’am, we’ve started descent and we’re going to intercept the localizer.） 管制官： LMI2933、貴機の前方に他機がいます、18,000フィートにA320です。（LMI2933, there’s a traffic ahead you, 18,000 feet, A320.） 機長： TCASで捕捉しました。現在最終コースです。（Got it on the TCAS above us ma’am. We’re on final course.） 管制官： 機長、高度18,000に他機がいます。いま貴機の左に離れました、それと他の機は…OK,18,500フィートに離脱しました。（The traffic is at 18000 Captain. It’s now leaving just off your left, and another traffic… Ok, it has left 18500ft.） 機長： 視認しました。それと現在高度18,000です。2933便。（In sight, and we’re at 18,000, 2933.） 管制官： スタンバイ、LMI2933、高度17700、アプローチを継続、滑走路は濡れています。必要なグランドサービスがあれば申し出てください。（Stand by LMI2933, 17,700, continue the approach, wet runway. Let us know if you need any ground service.） 機長： グランドサービス手配、ローカライザーに向けて高度16,000を飛行中。（We’ll be confirming ground services and we’re at 16,000 for the localizer.） 管制官： QNHは30.27です。（Be advised, QNH 30.27.） 機長： 30.27（復唱） 機長： LMI2933は動力を完全に喪失しています… 電力も燃料もありません。（Ma’am, LMI2933 is in total failure… total electric and fuel.） 管制官： 滑走路クリアです、LMI2933、消防を待機させています。（Runway is clear, LMI2933, fire services have been alerted.） 機長： 了解、LMI2933… 誘導を！ 誘導を願います。滑走路への誘導をください。（Copy, LMI2933… vectors! Vectors ma’am. Vectors to the runway.） 管制官： レーダー反応から消失して、こちらから貴機を確認できません。現在の進行方向を伝えてください。（We lost radar contact, I can’t see you, say heading now.） 機長： 現在進行方向360です。（We’re at heading 360.） 管制官： ローカライザーに向けて10度左旋回し、1マイル先のリオネグロVORに向かってください。そう、その方向です。再度確認ですが、方位は350です。（With heading, turn left 010 to the localizer, Rionegro VOR, a mile ahead the VOR. Right now, you are… correct, I confirm, turn left 350.） 機長： 左旋回、方位350。（Left 350.） 管制官： はい、合っています。リオネグロのVORから約0.1マイルです。（Yes, correct. You’re 0.1 miles away from Rionegro VOR.） 管制官： LMI、貴機の高度が不明です（I can’t see your altitude, LMI.） 機長： 高度9000フィートです（9000 feet, ma’am.） 機長： 誘導を！誘導を！（Vectors! Vectors!） 管制官： 滑走路からは約8.2マイル離れています（You’re 8.2 miles away from the runway.） 管制官： いま高度はいくつですか？（What’s your altitude now?） LMI2933、位置を報告してください。（LMI2933, say your position?） （録音はここまで）。 |

## 搭乗者
特記のない人物はシャペコエンセ所属選手。
死亡者
- カイオ・ジュニオール - 同チーム監督。2009年ヴィッセル神戸監督[22]
- エヴェルトン・ケンペス・ドス・サントス・ゴンサウベス - 2012年セレッソ大阪、2013年から2014年までジェフユナイテッド市原・千葉でプレー。2013年J2得点王[22]
- クレーベル・サンタナ・ロウレイロ - 2005年柏レイソルでプレー[22]
- ウィリアン・チエゴ・ジ・ジェズス - 2010年京都サンガF.C.でプレー[22]
- アルトゥール・ブラジリアーノ・マイア - 2015年川崎フロンターレでプレー[22]
- マテウス・ビテコ（英語版） - ヴァンフォーレ甲府が新戦力候補にリストアップしていた[23][24]
- フィリペ・マシャド（英語版） - ヴァンフォーレ甲府が新戦力候補にリストアップしていた[23][24]
- アイウトン・カネラ（英語版）[23]
- デネル・アスンソン・ブラス[23]
- マルセロ・アウグスト・マティアス・ダ・シウヴァ（英語版）[23]
- マテウス・ルセナ・ドス・サントス[23]
- ギリェルメ・ジメネス・ジ・ソウザ[23]
- ルーカス・ゴメス・ダ・シウヴァ[23]
- アナニアス・エロイ・カストロ・モンテイロ（英語版）[23]
- セルジオ・マノエル・バルボーザ・サントス（英語版）[23]
- ジウ（英語版）[23]
- ブルーノ・ランジェウ・ドミンゲス（英語版）[23]
- ジョジマール・ロザード・ダ・シウヴァ・タヴァレス（英語版）[23]
- チアギーニョ（英語版）[23]
- マルコス・ダニーロ・パジーリャ - 現場から救出されたが、病院への搬送中に死亡[25]
- マリオ・セルジオ・ポンテス・ジ・パイバ（英語版） - FOXスポーツサッカー解説者、元サッカーブラジル代表。エジムンドと代わって急遽同局での中継に解説として出演する予定であった[26][27]

生存者
- ジャクソン・フォウマン[25] - 右脚を切断
- アラン・ルシェウ（英語版）[25] - 背中を負傷し手術を受けたが、2017年に戦列復帰し、2020年現在もプレーを続けている。
- エリオ・エルミート・サンピエル・ネト（英語版）[6] - 複数箇所を負傷し手術を受け、復帰を目指していたが2019年に復帰を断念、翌年1月にチーム監督に就任した。
- ラファエウ・エンゼウ（英語版）[28][29] - 記者。サッカー中の心臓発作により2019年3月26日に急逝[28]。
- 乗組員1名[29]
- 技術者1名[29]

燃料切れが原因と思われる墜落のため、火災が発生しなかったことが全滅を免れた要因かと思われる。
その一方で、比較的軽傷で助かった技術者は「多くの人々は席から立ち上がって叫び始めた。私は事故の際に推奨されている「不時着時の姿勢」を作るために足の間にバッグを置いていた」と証言している。実際、犠牲者71名のうち、11名が機外に放り出された状態で発見されている。
また、2015年アビスパ福岡でプレーしたモイゼス・リベイロ・サントスは怪我のため、2009年ヴィッセル神戸ヘッドコーチのアウミール・ドミンゲスは何らかの事情で遠征メンバーから外れたため、死亡したカイオ・ジュニオール監督の息子はパスポートを忘れて搭乗できなかったため、それぞれ難を逃れた。また2001年から2003年にかけて東京ヴェルディおよび浦和レッズでプレーしたエジムンドも、同便でコロンビアへ向かい試合の解説を行う予定であったが、直前でキャンセルとなって搭乗しなかったため難を逃れている。

## 対応

### 各国政府

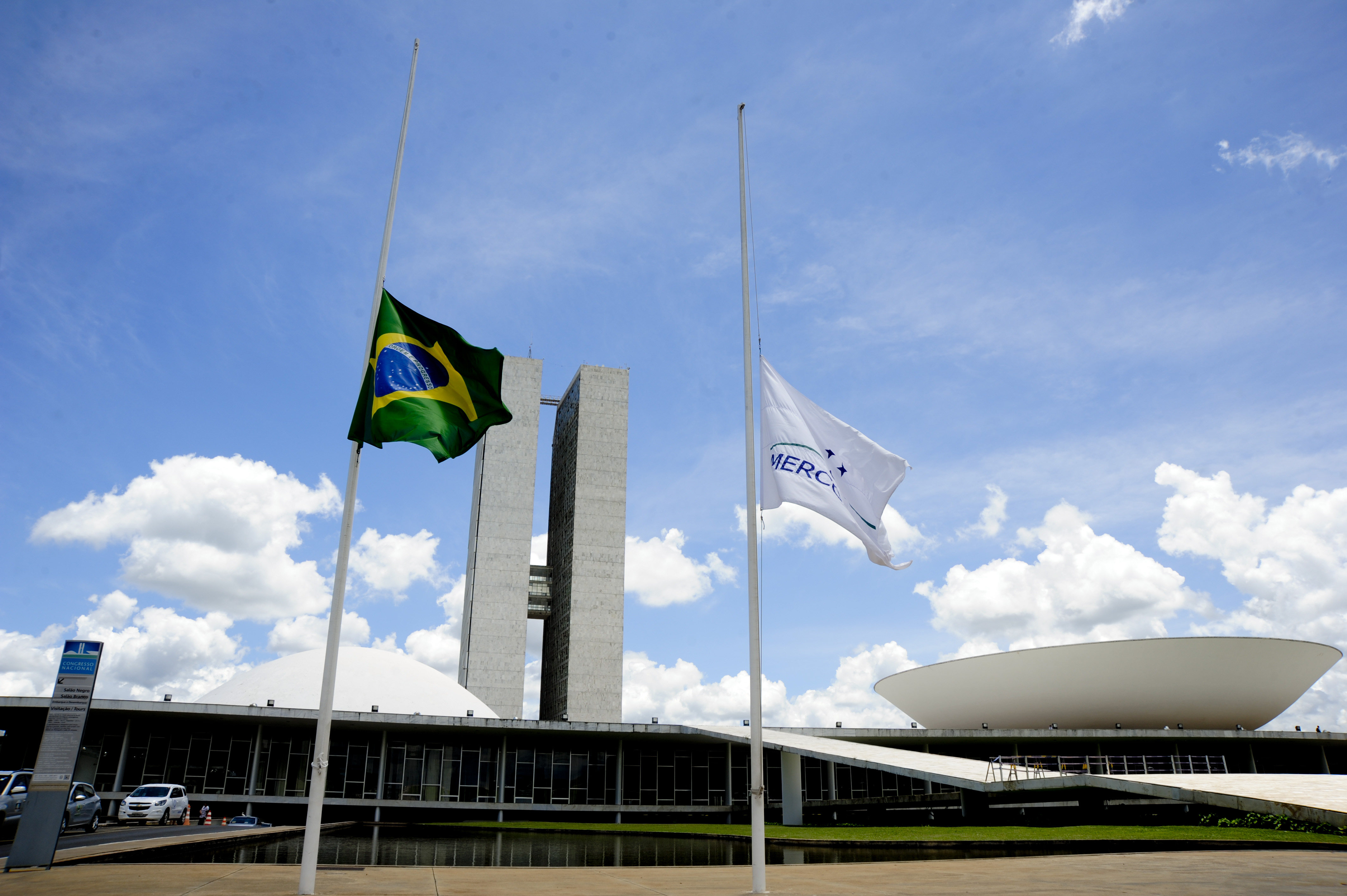
事故を受けてのブラジリアの国会議事堂のブラジルの国旗とメルコスール旗が半旗とされた。

ボリビアの民間航空総局は12月1日、ラミア航空に対し、運航免許を停止することを発表した。
ブラジル政府は、ミシェル・テメル大統領がこの事故をうけて緊急メッセージを発し、「国家で3日間の喪に服する」ことを発表した。

### サッカー界
事故を受けて南米サッカー連盟は、コパ・スダメリカーナ2016の決勝戦の開催延期を決定した。
FIFA（国際サッカー連盟）のジャンニ・インファンティーノ会長は「サッカーにとってとても悲しい日です。この苦しいときに、われわれの思いは犠牲者とご遺族、ご友人とともにあります。シャペコエンセのファンのみなさまに、ブラジルのサッカーコミュニティー、メディア組織のみなさまに、心からお悔やみ申し上げます」と述べた。また、FIFAは12月3日とその翌日の4日に開催される世界各地の試合（2016 FIFA U-20女子ワールドカップ（パプアニューギニア）の決勝戦及び3位決定戦を含む）に於いて喪章着用と黙祷の実施を要望した。
選手・関係者ではリオネル・メッシ、クリスティアーノ・ロナウド、セルヒオ・ラモス、ラダメル・ファルカオ、ペレ、ディエゴ・マラドーナらが本事故に対し哀悼の意を述べている。また、元ブラジル代表のロナウジーニョと2015年に引退した元アルゼンチン代表のフアン・ロマン・リケルメはシャペコエンセ加入の申し出を行なっていることが伝えられている。
コパ・スダメリカーナ2016の決勝戦で対戦予定のアトレティコ・ナシオナルは29日に公式サイトで「コパ・スダメリカーナ2016の優勝をシャペコエンセに譲渡する」意向を示している。12月1日には決勝戦が開催される予定だったエスタディオ・アタナシオ・ヒラルドにアトレティコ・ナシオナルサポーターら10万人が集まり、今回の航空事故の追悼式典が開催されている。12月5日にこの申し出は受け入れられ、南米サッカー連盟はシャペコエンセを今回のコパ・スダメリカーナの優勝チームとして認める決定を下し、同連盟からシャペコエンセにはスダメリカーナ杯優勝トロフィーと賞金、アトレティコにも「フェアプレー賞」と賞金が贈られる。なおスダメリカーナ杯優勝チームと2016年Jリーグカップ優勝チーム（浦和レッズ）が対戦するスルガ銀行チャンピオンシップ（2017年8月15日埼玉スタジアム2002にて開催）への出場の可否は南米サッカー連盟が決定する予定であったが、12月15日に正式に出場することを発表。
ブラジル・セリエAの各クラブはシャペコエンセに対して所属選手の無償レンタル移籍や今後3シーズンはシャペコエンセが17位以下になったとしてもセリエBへ降格することを免除するようブラジルサッカー連盟へ求めることを表明している。ブラジル・セリエAの2016年シーズンはまだ1試合残っている状態であるが、最終戦の対戦相手であるアトレチコ・ミネイロの会長は試合を棄権することを表明している。
日本ではケンペスが所属していたジェフユナイテッド市原・千葉がユナイテッドパークに半旗を掲揚したのをはじめ、事故で死亡した監督・選手に所属していたJリーグのクラブではそれぞれの選手およびクラブに対し哀悼の意を表明している。また、JリーグとFリーグでは前述のFIFAの要請を受け、12月3日のチャンピオンシップ決勝2ndレグ、12月4日のJ1昇格プレーオフ決勝、J2・J3入れ替え戦2ndレグ、12月3日–12月5日のFリーグ第23節、12月3日のFチャレンジリーグ第9節のキックオフ前に事故の犠牲者を悼む黙祷が執り行われた。

### その他
墜落事故を受けて、ワーナー・ブラザースは映画『ハドソン川の奇跡』のブラジルでの公開開始予定日を12月1日から延期すると発表した。
『FIFA 17』を発売しているEAスポーツは、この事故を受けてゲーム内モード「ULTIMATE TEAM」にてキット及びバッジを無償で配布した。
『ウイニングイレブン 2017』を発売しているコナミデジタルエンタテインメントは、この事故を受けて義援金の寄付とゲーム内でオリジナルボール『ForçaChape』を無償で配布した。

## 関連作品

### 映画
- 『わがチーム、墜落事故からの復活』（2018年）　監督：ジェフ・ジンバリスト、マイケル・ジンバリスト

### テレビ番組
- メーデー!:航空機事故の真実と真相 第17シーズン第9話「Football Tragedy」
- 世界衝撃映像100連発 第36弾（TBSテレビ製作） 2020年8月23日放送